# Клёново (усадьба)
Уса́дьба Клёново расположена на территории Новой Москвы, за МКАДом, в Троицком округе, по адресу: село Клёново.
Объект культурного наследия федерального значения.

## История
В селе Клёново расположена одноимённая усадьба. Сохранились руины главного дома, флигель с мезонином и парк.
- В середине XIX века имением владела генеральша А. Б. Нейдгардт.
- В 1890 году промышленница Л. В. Шамшина,
- с 1911 до 1917 года А. И. Шамшин[2].

Каменная Церковь Святителя Николая, построенная в 1793 году на месте предшествующего деревянного строения, также относится к усадебному комплексу.

## Архитектура
Основными объектами усадьбы в настоящее время являются главный дом, церковь, парк. В настоящее время главный дом представляет собой двухэтажное прямоугольное в плане здание, где по типу барских домов первый этаж кирпичный, а второй деревянный. Дом имеет восточное и западное крылья. Восточное крыло имеет более позднюю одноэтажную пристройку – хозяйственный флигель.
Усадебный двухэтажный дом, построенный в конце XIX в. сгорел, простояв почти век.

### Церковь
Церковь Святителя Николая построена в стиле раннего классицизма. Здание церкви относится к распространённому типу «восьмерик на четверике». Она в настоящее время (на 2016 год) восстановлена и является действующей. Усадьба Клёново и церковь Святителя Николая являются памятниками архитектуры местного значения.
Липовый парк, разбитый пред южным фасадом главного дома, к настоящему времени утратил свою историческую границу и планировку.
Священники:
- Иоанн Матвеев (1800-е)
- Яков Петрович Консидентов (1810-е)
- Феодор Сергеев Каптерев (1850), зять